# Barisanus von Trani
Barisanus von Trani ist ein italienischer Bildhauer aus der zweiten Hälfte des 12. Jahrhunderts. Über seine Lebensdaten ist nichts bekannt. 

## Leben
Es gibt nur zwei Werke, die ihm mit Sicherheit zugeschrieben werden können, die beiden Bronzeportale der Kathedrale von Trani San Nicola Pellegrino und der Kathedrale von Monreale. Möglicherweise ist er auch an der Bronzetür der Kathedrale von Ravello beteiligt, das einzige Werk, zu dem eine eindeutige Datierung auf 1179 vorliegt. Die Chronologie seiner Werke ist umstritten. Meist wird das Portal von Trani auf 1190 datiert und Monreale auf 1200.

Charakteristisch für diese Bronzetüren ist die Weiterentwicklung von den lediglich eingeritzten Vorgängertypen hin zu einer leicht erhobenen plastischeren Darstellung. Barisanus schafft umfangreiche neutestamentliche Szenen, die deutlich einen byzantinisch-orientalischen Einfluss zeigen in ihrem filigranhaften Stil und in einigen thematischen Besonderheiten (z. B. Darstellungen von Gladiatoren und vom Lebensbaum mit antithetischen Tieren).

Details Portal von Trani
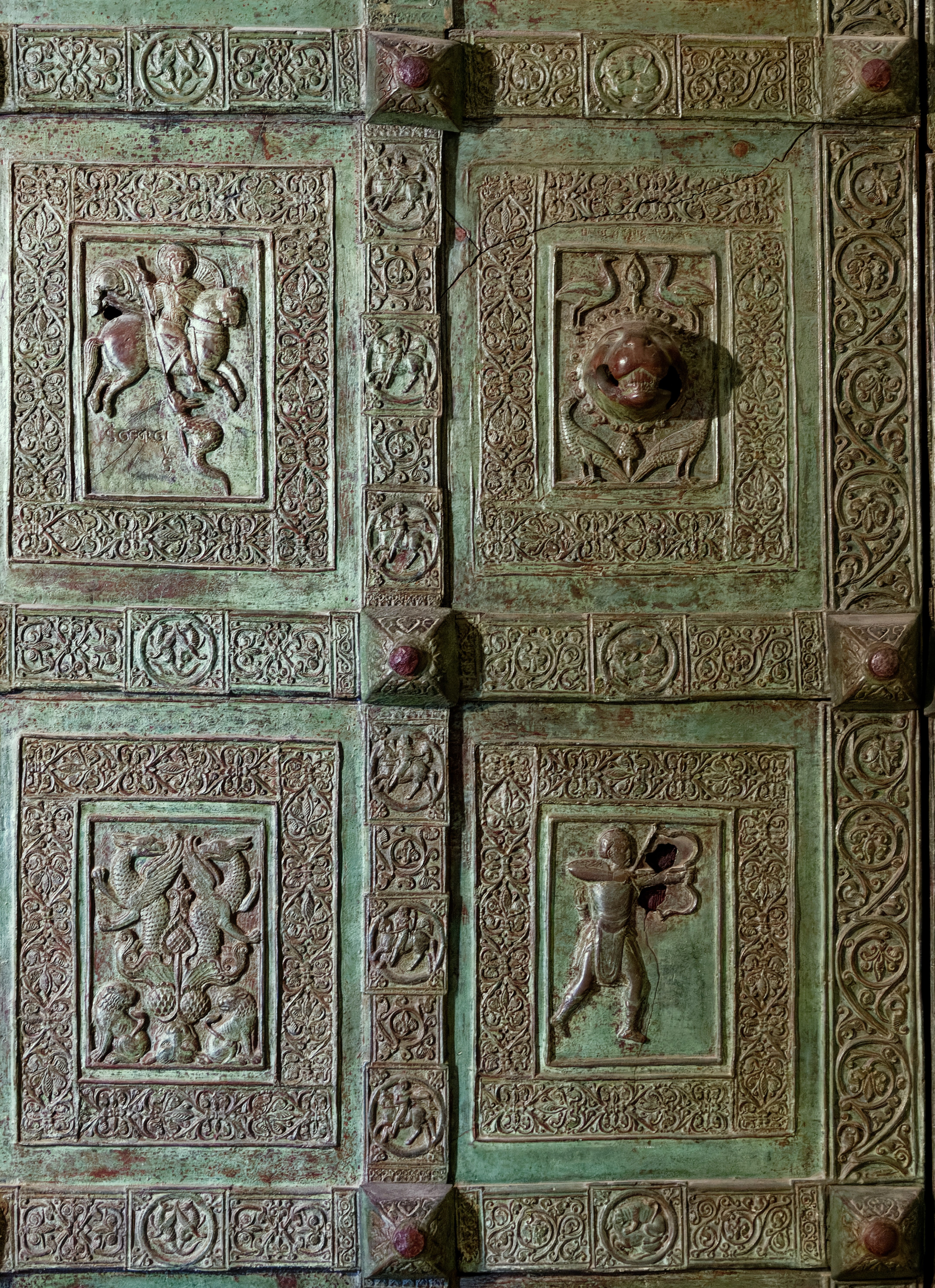
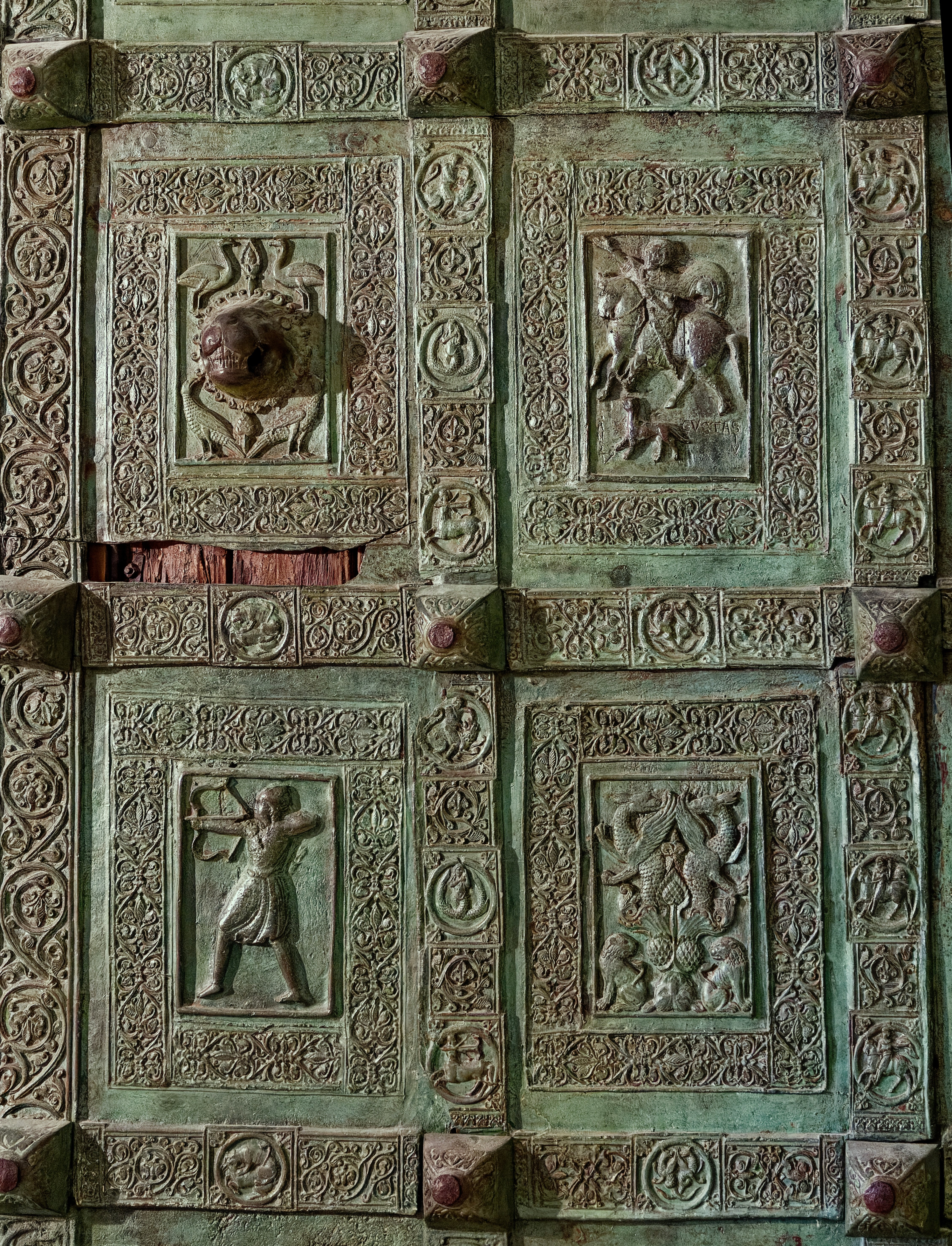